# Abdulqaysíes

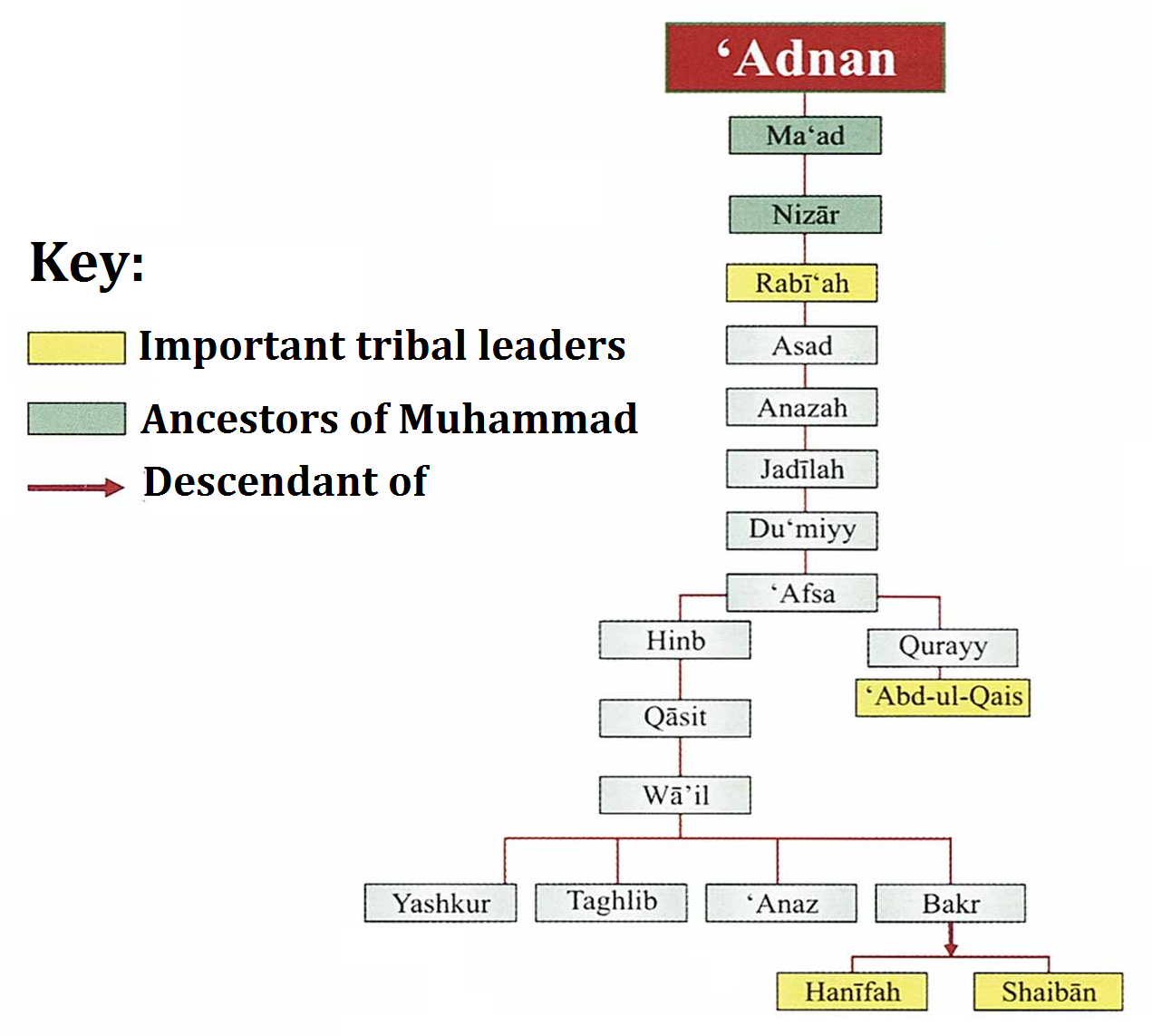
Árbol genealógico que representa la ascendencia y los descendientes de los Banu Rabi'ah.

Los abdulqaisíes o clan Abd al-Qays (en árabe: بنو عبد القيس banū 'Abd al-Qaīs) es una antigua tribu árabe de la rama Rabi'ah de los adnanitas (tribus de Arabia Septentrional). En tiempos preislámicos, los abdulqaisíes frecuentemente atacaban Irán. Cuando llegó a la mayoría de edad, Shapur II ejecutó su primer movimiento para castigar a la tribu Abd al-Qays. Dirigió un ejército que cruzó el Golfo Pérsico y devastó grandes partes de Arabia Oriental y la región histórica de Siria, matando a la mayoría de los Abd al-Qays en el camino. Más adelante en su reinado, Shapur trasladó a muchas personas de Abd al-Qays a la provincia de Kerman en Irán.
Durante la conquista árabe de Irán, los abdulqaysíes emigraron a Irán en masa, y llevaron a cabo numerosas redadas por todo el sur persa. Un considerable número de abdulqaysíes se asentaron en Tavvaz, cerca de Dalaki, en la provincia de Bushehr. A principios del siglo VIII, 4.000 abdulqaysíes guerreros acompañaron a Qotayba en su campaña al Jorasán.
La tribu Abd al-Qays era una de las que habitaban la costa de Arabia Oriental, incluyendo isla de Baréin. Hay muchos vacíos e incongruencias en las genealogías de Abd al-Qays en Baréin, lo que da a pensar que los bahraníes sean probablemente descendientes de una población étnicamente mixta. La sociedad bahrainí tradicionalmente se dividió en tres categorías genealógicas, en orden: "ansab" (genealogías claras), "la ansab" (unclear genealogías) y "bani khudair" (extranjero).

## Religión
Los abdulqaysíes eran en su mayoría cristianos antes del advenimiento de Islam.

## Tribus relacionadas
Fueron descendientes en cierto sentido de los abdulqaysíes las siguientes tribus:
- Yaisítas (''Banu Yas'')
- Uyúnidas (dinastía uyúnida)